# 이재혁 (권투 선수)
이재혁(李在赫, 1969년 5월 20일~)은 대한민국의 권투 선수로 1988년 하계 올림픽 페더급에서 동메달을 획득했다.